# خايمي غراسا
جيمي غراتسا (بالبرتغالية: Jaime da Silva Graça‏) مواليد 30 يناير 1942 في سيتوبال - الوفاة 28 فبراير 2012 في لشبونة، كان لاعب كرة قدم برتغالي كان يلعب كلاعب وسط. سبق له أن لعب في كأس العالم لكرة القدم مع منتخب بلاده.

## مرحلة الشباب

### أندية لعب لها
- نادي فيتوريا سيتوبال

## المسيرة الاحترافية

### أندية لعب لها
- نادي فيتوريا سيتوبال
- نادي بنفيكا

## روابط خارجية
- خايمي غراسا على موقع الاتحاد الدولي (مؤرشف)  (الإنجليزية)
- خايمي غراسا على موقع الاتحاد الأوربي (الإنجليزية)
- خايمي غراسا على موقع قاعدة بيانات كرة القدم.إي يو (الإنجليزية)
- خايمي غراسا على موقع ناشيونال فوتبول تيمز (الإنجليزية)
- خايمي غراسا على موقع Soccerway.com (الإنجليزية)